# Градизька волость
Градизька волость — адміністративно-територіальна одиниця Кременчуцького повіту Полтавської губернії з центром у заштатному місті Градизьк.
Старшинами волості були:
- 1900—1904 роках Василь Степанови Надточій[1],[2];
- 1913—1915 роках Олександр Андрійович Шестидесятний[3],[4].